# المناظرات الوطنية للدخول إلى مراحل تكوين المهندسين
المناظرات الوطنية للدخول إلى مراحل تكوين المهندسين هو امتحان دخول وطني للقبول في تدريب الدراسات العليا للمهندسين في تونس. القبول في كليات الهندسة يعتمد على هذه الامتحانات.
يُسمح للمرشحين الناجحين بالتسجيل في إحدى كليات الهندسة بتونس. الامتحانات مكتوبة ويأخذها بشكل عام طلاب المعاهد التحضيرية (الصفوف التحضيرية العلمية والتقنية).